# رولاند يوهانسون
رولاند يوهانسون (19 يوليو 1930 في السويد - 24 أبريل 2005 في السويد) هو ملاكم سويدي. شارك في الألعاب الأولمبية الصيفية 1952.

## وصلات خارجية
- رولاند يوهانسون على موقع أوليمبيديا (الإنجليزية)
- رولاند يوهانسون على موقع اللجنة الأولمبية السويدية (السويدية)